# Ріґлі-Філд
«Ріглі-Філд» (англ. Wrigley Field) — бейсбольний стадіон в місті Чикаго (штат Іллінойс, США), на якому проводить свої домашні матчі команда MLB Чикаго Кабс. Це другий найстаріший стадіон вищої ліги після Фенвей Парк, побудований ще до початку Першої світової війни 23 квітня 1914 року. Названий він на честь колишнього власника команди Вільяма Ріглі-молодшого, засновника відомої компанії-виробника жувальної гумки Wrigley Company. Стадіон відомий покритою плющем, цегляною стіною аутфілду, поривчастими вітрами, що йдуть з озера Мічиган, та класичним змінюваним вручну табло рахунку.

## Галерея

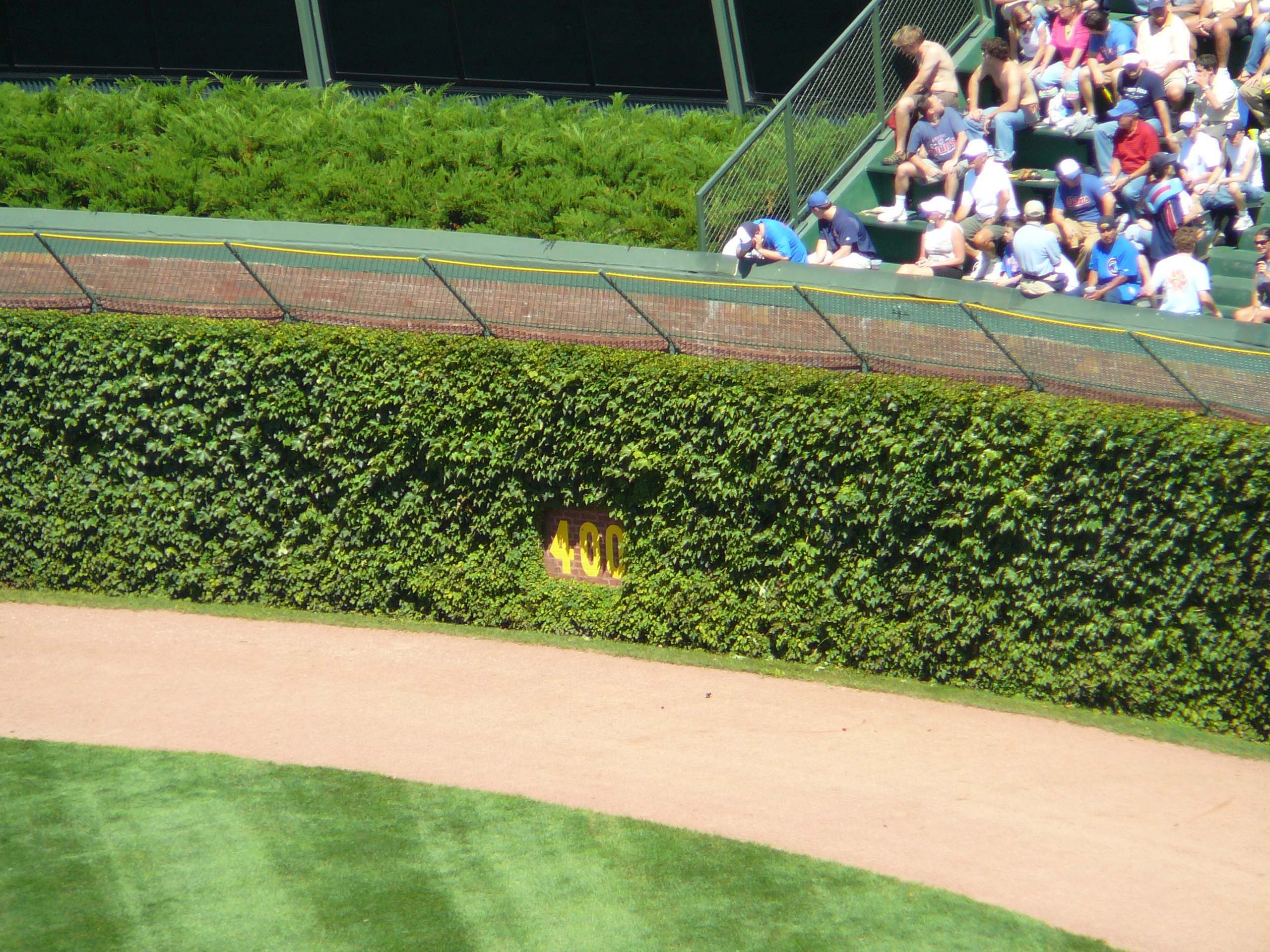
Стіна центр-філду вкрита плющем
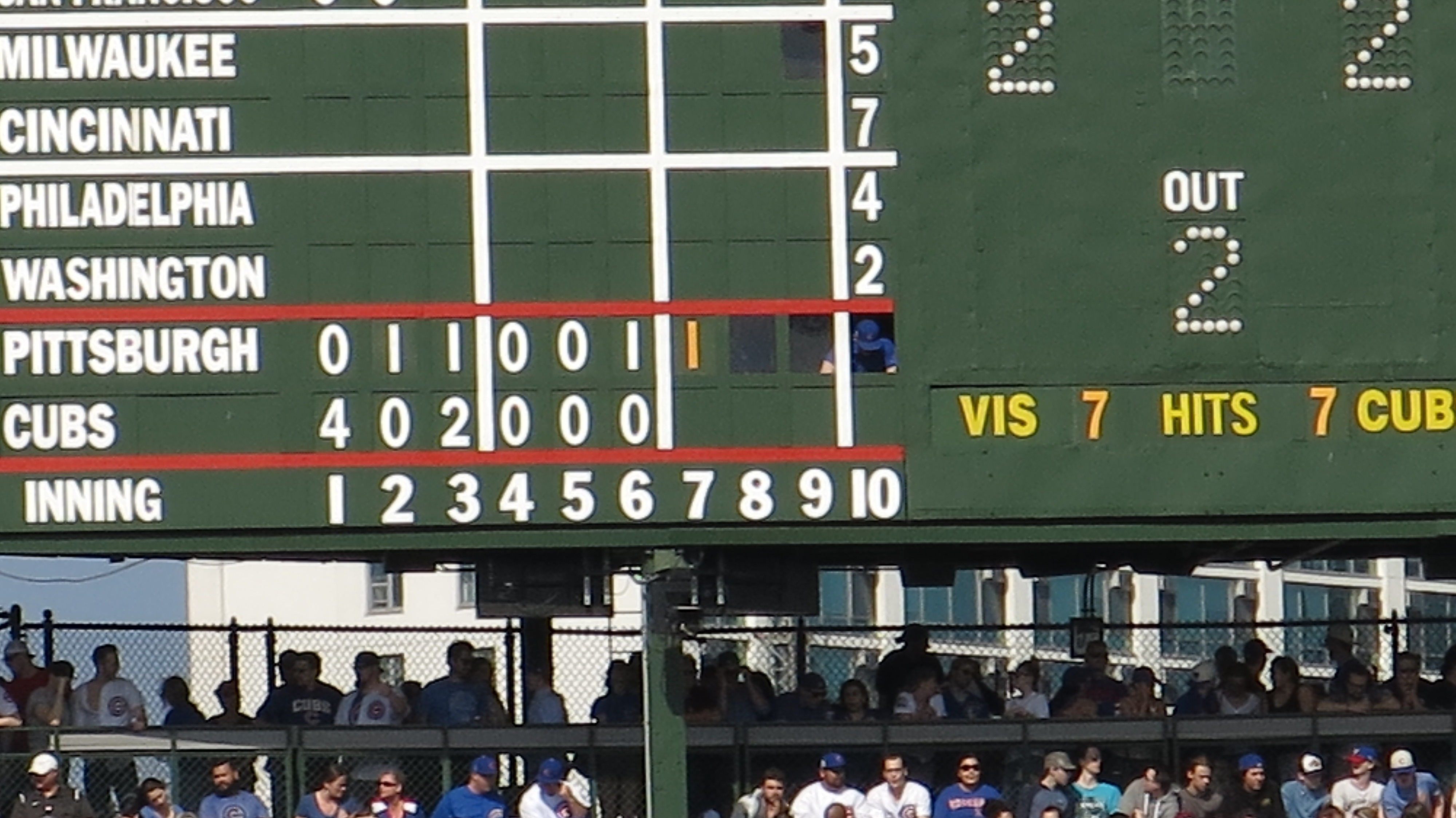
Табло рахунку яке змінюють вручну
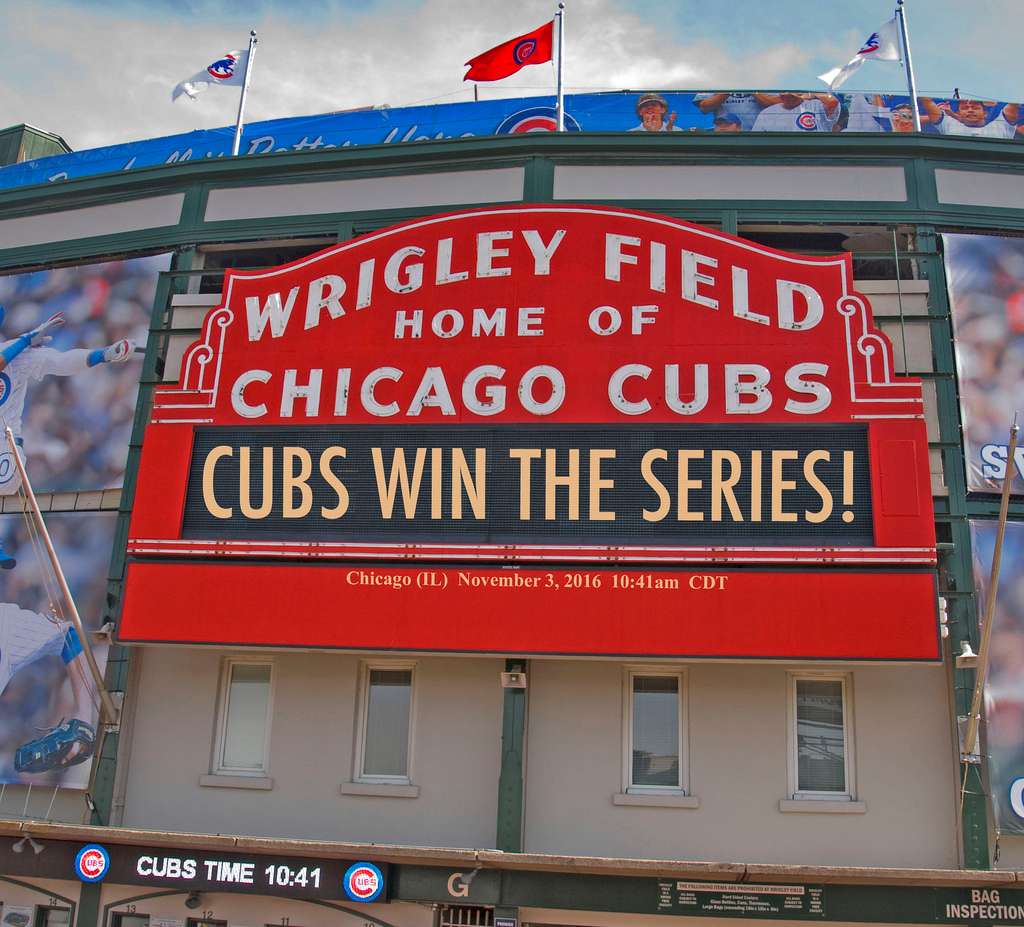
Вивіска над головним входом до стадіону